# サッカーアルメニア女子代表
サッカーアルメニア女子代表（サッカーアルメニアじょしだいひょう）は、アルメニアサッカー連盟(アルメニア語: Հայաստանի ֆուտբոլի ֆեդերացիա, 略称：FFA)によって編成されるサッカーのナショナルチーム。欧州サッカー連盟(UEFA)に所属している。
女子ワールドカップ、オリンピックともに出場はない。

## ワールドカップの成績
（代表結成後のみ）
- 2003 - 不参加
- 2007 - 不参加
- 2011 - 予選敗退

## オリンピックの成績
（代表結成後のみ）
- 2004 - 不参加
- 2008 - 不参加
- 2012 - 予選敗退

## UEFA欧州女子選手権の成績
（代表結成後のみ）
- 2005 - 不参加※
- 2009 - 予選敗退
- 2013 - 予選敗退

※2005年大会は予選そのものには参加したものの、Second Category（その年に出場権は得られず）所属であった。UEFA欧州女子選手権2005予選を参照。

## FIFAランキング
- 最新順位 - 146位(2024年8月)
- 初登場 - 95位(2003年7月)
- 最高順位 - 83位(2003年10月)
- 最低順位 - 148位(2023年12月)

出典: FIFA Women's Ranking